# Neuvelle-lès-Cromary
Neuvelle-lès-Cromary ist eine Gemeinde im französischen Département Haute-Saône in der Region Bourgogne-Franche-Comté.

## Geographie
Neuvelle-lès-Cromary liegt auf einer Höhe von 250 m über dem Meeresspiegel, drei Kilometer südlich von Rioz und etwa 17 Kilometer nördlich der Stadt Besançon (Luftlinie). Das Dorf erstreckt sich im Süden des Departements, nördlich des Flusstals des Ognon, auf dem Plateau westlich des Taleinschnitts des Ruisseau de Malgérard.
Die Fläche des 6,29 km² großen Gemeindegebiets umfasst einen Abschnitt der gewellten Landschaft zwischen den Flusstälern von Ognon im Süden und Saône im Nordwesten. Der zentrale Teil des Gebietes wird vom Plateau von Neuvelle eingenommen, das durchschnittlich auf 270 m liegt. Es besteht aus einer Wechsellagerung von kalkigen und sandig-mergeligen Schichten aus der oberen Jurazeit. Das Plateau ist überwiegend mit Acker- und Wiesland bestanden. Im Osten wird es durch den waldigen Taleinschnitt des Ruisseau de Malgérard begrenzt, der für die Entwässerung zum Ognon sorgt. Nach Nordwesten erstreckt sich das Gemeindeareal über das Waldgebiet La Côte und das Tal der Buthiers bis in die ausgedehnte Waldung der Forêt de Sorans. Hier wird mit 371 m die höchste Erhebung von Neuvelle-lès-Cromary erreicht.
Zu Neuvelle-lès-Cromary gehört die Siedlung Verjoulot (270 m) am südlichen Ortsrand von Rioz. Nachbargemeinden von Neuvelle-lès-Cromary sind Rioz im Norden, Traitiéfontaine und Chambornay-lès-Bellevaux im Osten, Sorans-lès-Breurey im Süden sowie Montarlot-lès-Rioz im Westen.

## Geschichte
Verschiedene Funde weisen darauf hin, dass das Gemeindegebiet von Neuvelle bereits während der gallorömischen Zeit besiedelt war. Erstmals urkundlich erwähnt wird Neuvelle im Jahr 1180. Im Mittelalter gehörte der Ort zur Freigrafschaft Burgund und darin zum Gebiet des Bailliage d’Amont. Zusammen mit der Franche-Comté gelangte Neuvelle mit dem Frieden von Nimwegen 1678 definitiv an Frankreich. Im Jahr 1807 wurde Neuvelle-lès-Cromary nach Sorans-lès-Breurey eingemeindet, doch erhielt es seine Selbständigkeit bereits 1831 wieder zurück. Heute ist Neuvelle-lès-Cromary Mitglied des 33 Ortschaften umfassenden Gemeindeverbandes Communauté de communes du Pays Riolais.

## Bevölkerung
| Jahr                       | 1962 | 1968 | 1975 | 1982 | 1990 | 1999 |
| Einwohner                  | 132  | 112  | 141  | 154  | 172  | 212  |
| Quellen: Cassini und INSEE |      |      |      |      |      |      |

Mit 441 Einwohnern (1. Januar 2022) gehört Neuvelle-lès-Cromary zu den kleinen Gemeinden des Département Haute-Saône. Nachdem die Einwohnerzahl in der ersten Hälfte des 20. Jahrhunderts deutlich abgenommen hatte (1891 wurden noch 246 Personen gezählt), wurde seit Beginn der 1970er Jahre wieder ein kräftiges Bevölkerungswachstum verzeichnet. Seither hat sich die Einwohnerzahl mehr als verdoppelt.

## Wirtschaft und Infrastruktur
Neuvelle-lès-Cromary war bis weit ins 20. Jahrhundert hinein ein vorwiegend durch die Landwirtschaft (Ackerbau, Obstbau und Viehzucht) und die Forstwirtschaft geprägtes Dorf. Die Wasserkraft des Ruisseau de Malgérard wurde früher für den Betrieb von zwei Mühlen genutzt. Heute gibt es einige Betriebe des lokalen Kleingewerbes. In den letzten Jahrzehnten hat sich das Dorf zu einer Wohngemeinde gewandelt. Viele Erwerbstätige sind deshalb Wegpendler, die in den größeren Ortschaften der Umgebung und in der Agglomeration Besançon ihrer Arbeit nachgehen.
Die Ortschaft ist verkehrstechnisch gut erschlossen. Sie liegt nahe der Hauptstraße N57, die von Besançon nach Vesoul führt. Der nächste Anschluss an die Autobahn A36 befindet sich in einer Entfernung von ungefähr 17 km. Weitere Straßenverbindungen bestehen mit Rioz, Traitiéfontaine, Rigney und Cromary.